# Коліма (штат)
Колі́ма (ацт. Coliman) — штат на південному заході Мексики, на Тихоокеанському узбережжі. Площа 5 191 км². Населення 542 627 чоловік (2000). Адміністративний центр — місто Коліма.
Найбільші міста:
- Коліма — 137 383 особи.
- Мансанільйо — 130 035 чол.
- Вілла-де-Альврес — 117 600 осіб.
- Текоман — 85 689 чол.

## Історія

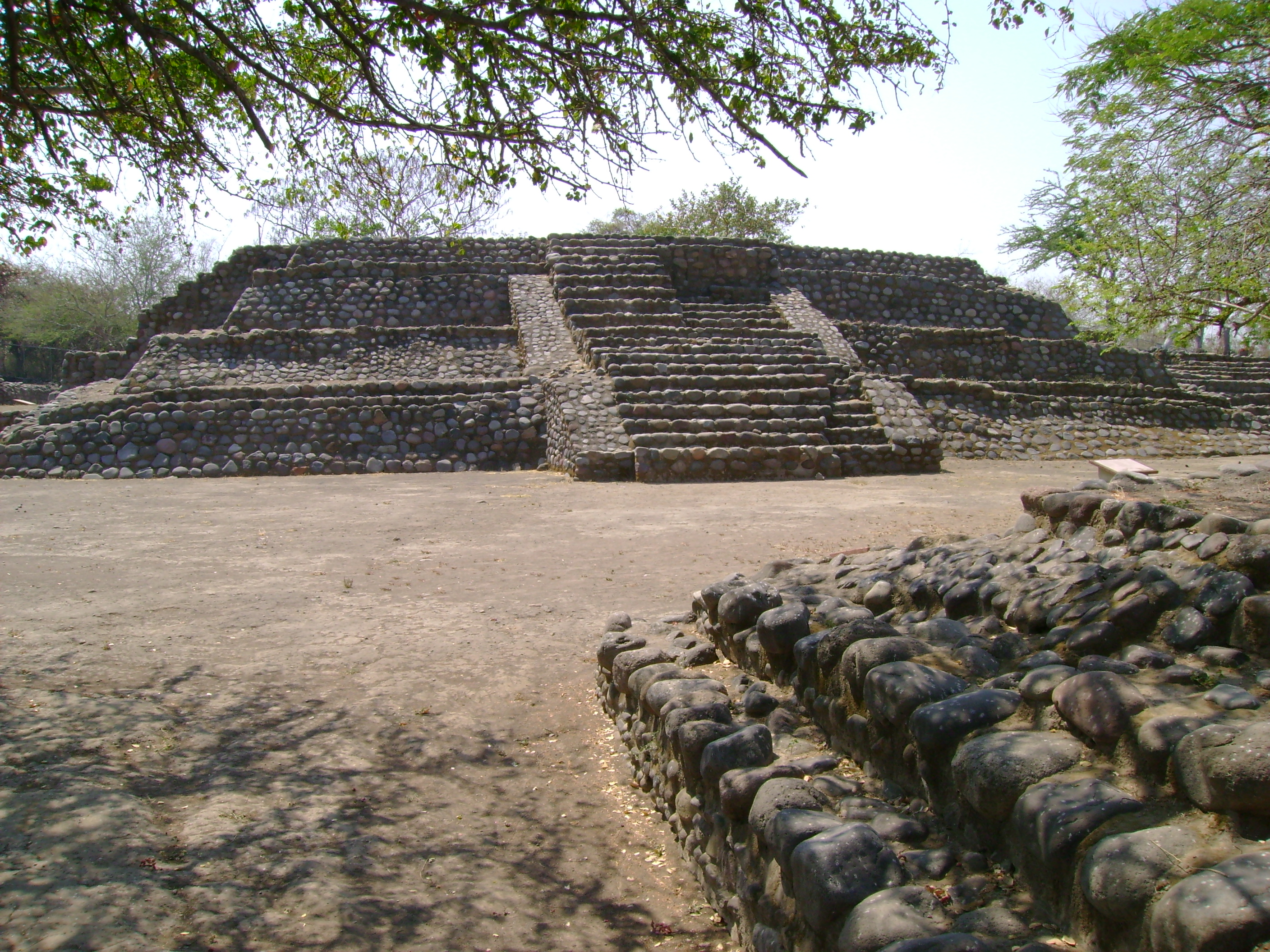
Ла Кампана

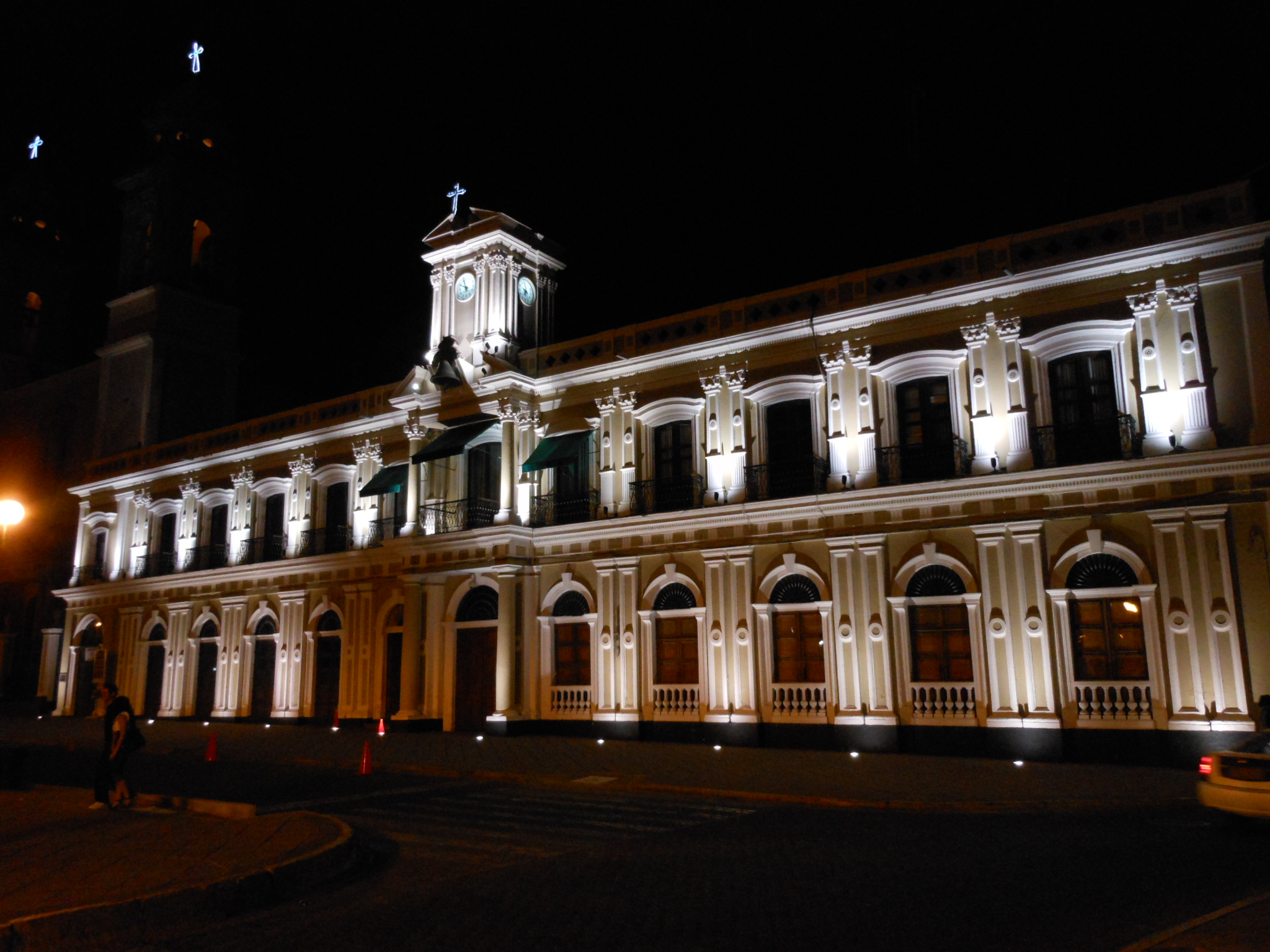
Палац уряду в Колімі

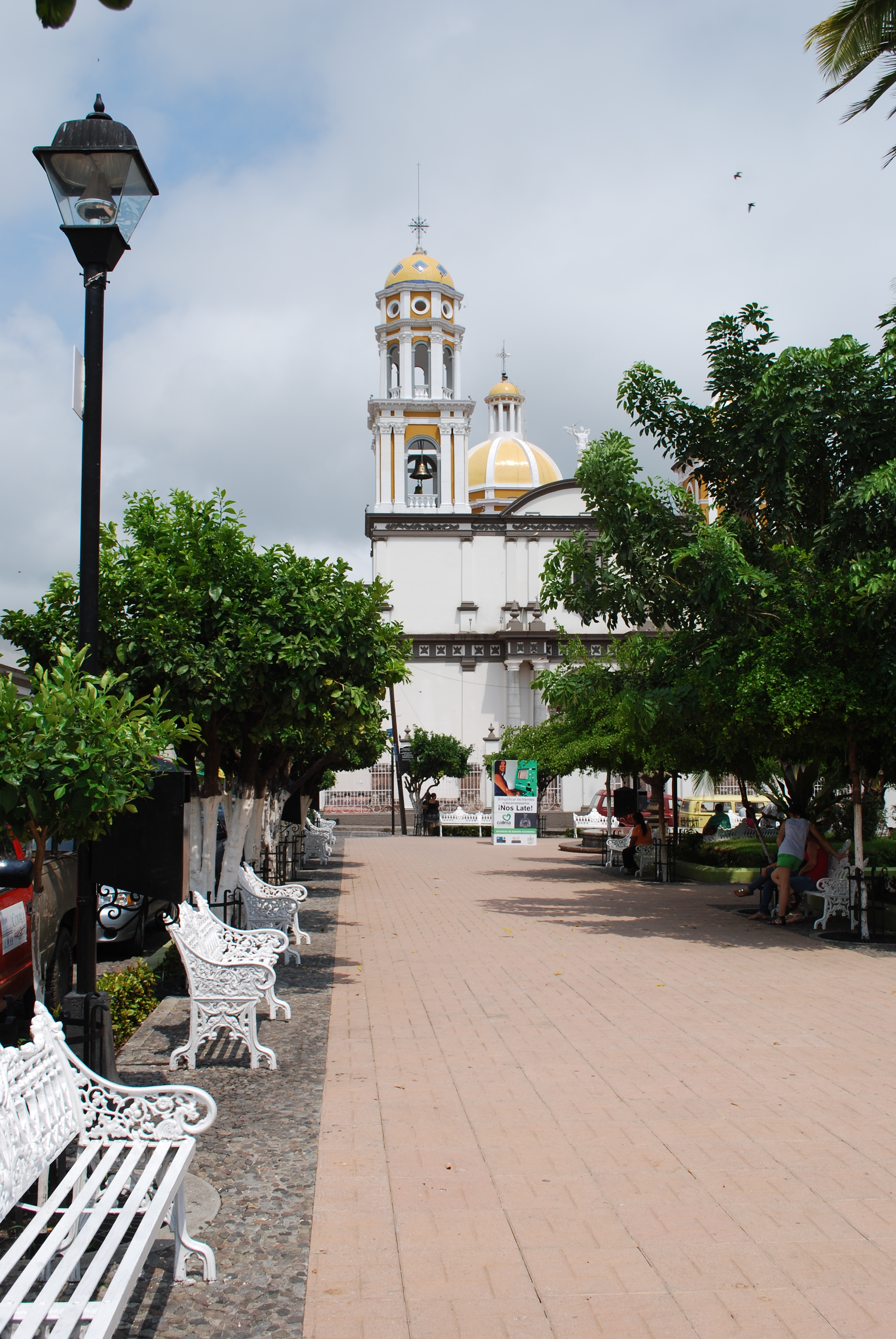
Головна площа до католицької церкви

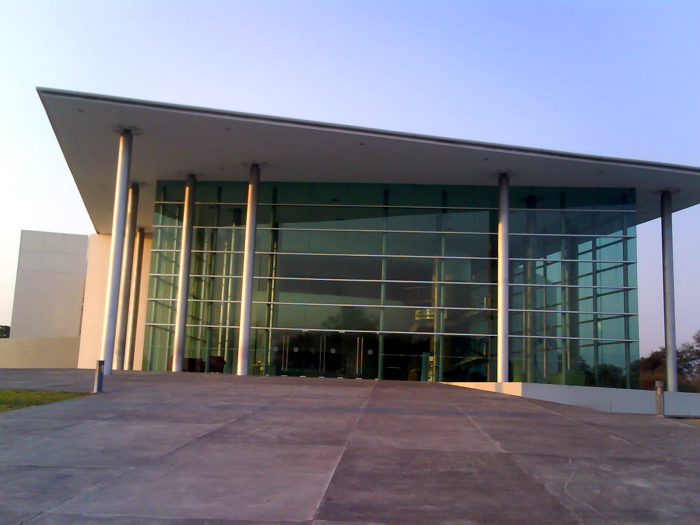
Вхід до Колімського Університету Народів

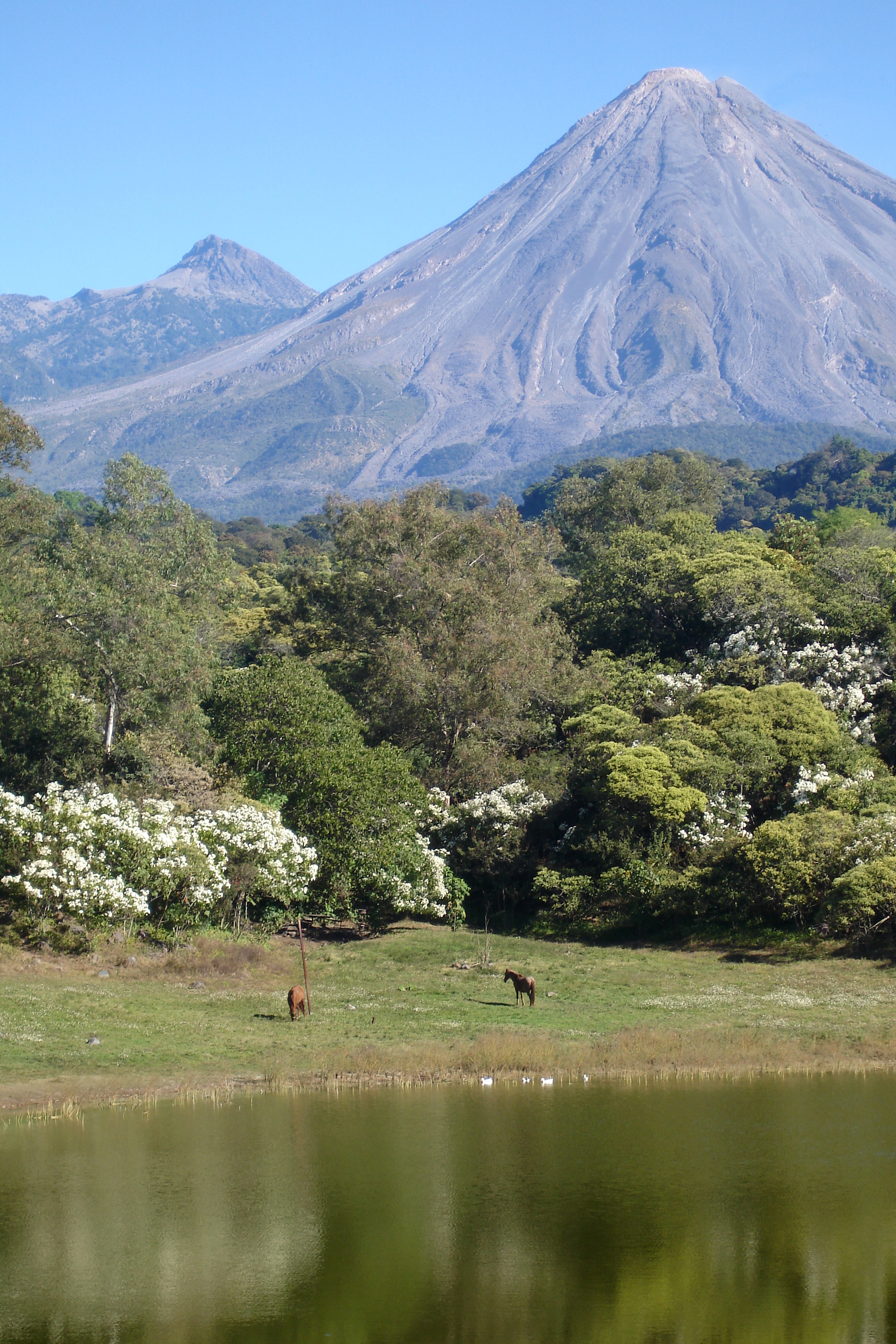
Квітучий лайм біля вулкану де-Фуего

У 1821 році місто Коліма приєдналося до плану Ігуали та ухвалило рішення місцевими органами влади залишатися й надалі під опікою Гвадалахари. В цьому ж році Коліма втратила райони Сапотлан разом із містами Текалітлан та Ксілотлан, але до складу території увійшло місто Тоніла. У 1824 році, після ратифікації першої конституції Коліма стала незалежною територією Мексики, але в 1837 році була інтегрована до штату Мічоакан. У 1846 році Коліма знову стала окремою територією, але лише в 1856 році ліберальний уряд надав території статус штату, який був підтверджений конституцією у 1857 році. Першим губернатором Коліми став генерал Мануель Альварес. У 1858 році, під час війни за Реформу, в Колімі знаходився уряд Беніто Хуареса. У 1861 році до складу штату додалися острови Ревільяхіхедо. У 1864 році французькі війська окупували штат і ліквідували націоналістичний уряд. У 1865 році Коліма тимчасово стає відділом Гвадалахари, а в 1867 році республіканські війська на чолі з Рамоном Короною відвоювали штат. У 1881 році Коліма  стає самостійною єпархією незалежно від Гвадалахари.
У другій половині XIX ст. почала розвиватися промисловість, запрацювали текстильні фабрики такі як La Armonía, La Atrevida та San Cayetano. У 1869 році в штаті з'явився телеграф, завдяки якому столиця була об'єднана зв'язком з портом Манзанільо. У 1883 році були прокладені телефонні лінії. У 1889 році з'явилася служба залізничного транспорту, а перший міський трамвай в столиці з'явився в 1892 році.
Під час мексиканської революції штат перебував у відносному спокою і лише іноді спалахували сутички поміж місцевими угрупуваннями. У 1911 році армія на чолі з Франціско І. Мадеро увійшли до Коліми, але залишалися в місті недовго.
Після революції розпочався поділ земель на едідоси, якими займалися соціальні організації. Перший розподіл земель відбувся у місті Сучітлан. Іншим важливим рухом було створення профспілок працівників та кооперативів, таких як Союз Естібадорів (ісп. Unión de Estibadores) у Манзанільо. У 1919 році президент Венустіано Карранса заснував Об'єднання кооперативів Салінерос (ісп. Sociedad Cooperativa de Salineros) які мали особливі привілеї на видобуток солі з озера Куютлан. Такі зміни призвели до політичної нестабільності в державі, особливо під час виборів.
Протягом 1920-х років федеральним урядом Мехіко була розглянута низка законів стосовні освітньої та медичної реформ, які фактично до їхньої дії були під контролем  духовенства. Церква відігравала одну з основних ролей в політичних та соціальних справах держави, тож усунення від контролю церкви над державним устроєм багатьма штатами сприйнявся негативно. У 1926 році закон про релігію спровокував війну Крістеро, в якій боролися проти федеральних аграрної та соціалістичної реформ. Часті сутички, пов'язані з цим конфліктом, викликали серйозні проблеми в Колімі, які спричинили великі розбіжності в поглядах без формального вирішення, а також вплинули на економічне становище штату.
Текстильне виробництво, яке розпочалося у 19 столітті, припинило свою діяльність до середини XX-го ст., хоча фермери продовжували вирощувати бавовну для постачання до Гвадалахари. У 1940-х роках, в долині Текомане стали вирощувати лайм, створюючи нове джерело доходу для штату, що привело до відродження агропромислового комплексу.
У 1942 році було засновано Колімський Університет Народів.
У 1980-х роках почав діяти план  президента Мігуеля де-ла-Мадріда, за яким розпочалося прокладання траси Манзанільо-Гвадалахара-Тампіко. Завдяки цьому відчувся зріст економіки у туристичному секторі. В останніх десятиліттях XXI ст. почала спостерігатися нова хвиля будівництва бізнесових центрів такі як Cementos Apasco, Citrojugo, Brun Foods, Embotelladora de Tecomán, Consorcio Minero Benito Juárez-Peña Colorada, Grupo Agroindustrial de Occidente, AMTEX та ін.
У першій половині XXI ст. боротьба мексиканського уряду з наркоторгівлею та незаконним постачання наркотиків із-за Тихого океану,  не дала змоги штату отримати повноцінний розвиток у економіці.  У першому кварталі 2011 року в країні було зареєстровано 52 вбивства, які пов'язані з організованою злочинністю наркобізнесу. Це значно вищий показник, ніж у попередні роки, коли більшість із злочинів скоювалося поодиноко в Колімі, Вілла-де-Альваресі та Мансанільо.